# 제1대 서퍽 공작 찰스 브랜던
찰스 브랜던(Charles Brandon, 1st Duke of Suffolk, 1484년 ~ 1545년 8월 22일)은 윌리엄 브랜던과 엘리자베스 부르인의 아들이다. 그의 아버지는 헨리 7세 국왕의 기수였으며, 보스워스 벌판에서 리처드 3세에 의해 죽임을 당했다. 찰스 브랜던은 길퍼드에서 알려지지 않은 이유로 죽었다.

## 아내와 아이들
찰스는 제5대 라일 남작부인 엘리자베스 그레이(1505 - 1519)와 혼담이 오갔으나 파기되었다.

### 첫 번째 결혼
1506년 2월 전에 찰스는 마거릿 모티머와 결혼하였다.
1507년에 두 사람은 혼인 무효를 하였다. 슬하에 자녀는 없었다.

### 두 번째 결혼
1508년경에 찰스는 1485년에 잉글랜드의 기수(旗手)였던 안토니 브라운과 엘러너 오트레드의 딸인 앤 브라운(? - 1511)과 결혼하였다.
자녀
1. 앤 브랜던 (? - 1507)
2. 메리 브랜든 (1510 - 1542)

### 세 번째 결혼
1515년 8월, 찰스는 프랑스 국왕의 미망인 메리 튜더(1496년 3월 18일 - 1533년 6월 25일)와 결혼하였다.
자녀
1. 헨리 브랜던 (링컨 백작) (1516년 3월 11일 - 1534년 3월 8일)
2. 프랜시스 브랜던 (1517년 7월 16일 - 1559년 11월 20일)
3. 엘러너 브랜던 (1519년 - 1547년 9월 27일)

### 네 번째 결혼
1534년 9월 7일, 찰스는 캐서린 윌로비와 결혼하였다.
자녀
1. 헨리 브랜던 (서퍽 공) (1535년 9월 18일 - 1551년 7월); 장티푸스
2. 찰스 브랜던 (3대 서퍽 공) (1537년 - 1551년 7월); 장티푸스